# Alpha-Centauri
α-Centauri war eine Sendereihe des Bildungskanals BR-Alpha (jetzt ARD alpha) des Bayerischen Rundfunks, in der der Astrophysiker Harald Lesch in jeweils etwa 15-minütigen Folgen Fragen aus der Physik – insbesondere der Astronomie und Astrophysik – und bisweilen der Philosophie in populärwissenschaftlicher Form beantwortete.

## Ablauf
Besondere Kennzeichen der Sendung waren die an einen Klassenraum aus dem 19. Jahrhundert erinnernde Studiodekoration, der sparsame Einsatz von Anschauungsmaterial (meistens nur ein Tafelschwamm, Möbelstücke und Bilder) sowie der emotionale und gestenreiche Vortragsstil des Moderators.
Der Ablauf folgte einem ziemlich festen Format. Der Vor- und Abspann wurde begleitet vom Musikstück Scotty’s Arrival von Stevie B-Zet. Nach dem Vorspann schrieb der Moderator nach einer mehr oder minder kurzen Einleitung den Titel der Folge in Form einer Frage mit Kreide an die Tafel im Studio. Die Dekoration wurde oft durch ein vom Thema der Sendung bestimmtes Bild (oder einer kurzen Animationsschleife) ergänzt, das an die Wand hinter der Tafel projiziert wurde. Den Abschluss der Sendung bildete meist eine Redewendung oder ein Zitat einer herausragenden Persönlichkeit.

## Entwicklung
Das Format festigte sich erst im Laufe der Sendereihe. Eine Projektionstafel ersetzte in der zweiten und dritten Sendung die Schreibtafel, verschwand aber gleich wieder aus dem Repertoire. Dann folgte eine Reihe von Sendungen, in denen Lesch selbst an die Tafel malte. Die Illustrationen waren aber wenig aussagekräftig und wurden auch bald aufgegeben. Darauf folgte eine Phase, die etwa bis Mitte 2001 dauerte, in der in fast jeder Sendung Bildmaterial auf dem hinteren Blatt der Tafel befestigt war und durch Kurbeln während einleitender Worte enthüllt wurde. Ab Anfang 2001 wurden die Bilder zunächst gelegentlich, dann immer häufiger durch einfachen Schnitt eingeblendet; ein an die Tafel gepinntes Bild kam Anfang 2002 zum letzten Mal zum Einsatz.
Auch in den neueren Sendungen war das Format nicht völlig starr. Gelegentlich wurden seine Elemente spielerisch eingesetzt, wie z. B. in der Sendung vom 19. August 2001 (Wie sieht die Zukunft des Universums aus?), in der der Abspann „zurückgespult“ wird, um die Sendung mit einem alternativen Schluss zu beenden, oder in der Sendung vom 27. Oktober 2002 (Ist Wasser magisch?), in der die Sendung nach einer kurzen Vor-Einleitung ein zweites Mal mit dem Vorspann beginnt. Zudem wurden die beiden Sendungen vom 30. September 2001 (Gibt es Außerirdische?) und 14. Oktober 2001 (Was war vor dem Big Bang?) auf den Life-Science-Tagen in München gedreht, bei welchen Lesch die Sendung vor Publikum moderierte.

## Produktionsende
Seit der Erstausstrahlung am 27. September 1998 wurden bis zum 31. Januar 2007 alle 14 Tage neue Folgen gesendet. Dann wurde die Produktion ausgesetzt, seither werden im BR Fernsehen sowie bei ARD alpha Wiederholungen der 217 vorhandenen Sendungen ausgestrahlt. 
Ein Hinweis, dass für 2008 wieder neue Folgen geplant seien, wurde Ende Februar 2007 auf der Internetseite der Sendung veröffentlicht, rund einen Monat später jedoch wieder entfernt. Im April wiederum bezeichnete ein Bericht der Zeitschrift Sterne und Weltraum dies als „Produktionspause“, die Detlef Klusak, Sprecher des BR, mit dem „Wunsch des Senders begründete, mit dem so freiwerdenden Budget ein neues Projekt unter dem Titel ‚Grundbildung‘ realisieren zu können“. In einem Interview mit dem Fachmagazin Funkkorrespondenz Ende Juni 2007 bestätigte Werner Reuß, Programmbeauftragter von BR-alpha, eine „Neuauflage“ von alpha-Centauri im Jahr 2008. 
Lesch erklärte jedoch in einem Interview in der Septemberausgabe der Zeitschrift Sterne und Weltraum: „So, wie es jetzt aussieht, werde ich das gar nicht machen können, weil die Universität mir bereits die Nebentätigkeit fürs ZDF genehmigt hat.“ Er moderiert seit September 2008 das Wissenschaftsmagazin Abenteuer Forschung, 2014 umbenannt in Leschs Kosmos. Auf der Internetseite von BR-alpha erschien zu dieser Zeit auch der Hinweis, dass Harald Lesch auf Grund seiner Arbeitsbelastung zurzeit keine neuen alpha-Centauri-Sendungen produzieren kann. BR-alpha stehe aber weiterhin mit ihm in Kontakt.
Harald Lesch brachte von 2010 bis 2017 in der viertelstündigen Sendung Leschs Kosmos, 2013 umbenannt in Frag den Lesch, dem Publikum von ZDFneo wieder physikalische oder philosophische Sachverhalte näher.

## DVD-Veröffentlichung
Der Bayerische Rundfunk hat alle 217 Folgen auf 22 DVDs veröffentlicht. Hierbei wurde jedoch nicht die chronologische Reihenfolge eingehalten, sondern die Folgen in Vierergruppen thematisch sortiert, wobei eine DVD immer zwei Themen behandelt. Außerdem sind von der fünften DVD an immer zwei thematisch nicht zugeordnete Folgen als Bonus enthalten. Der Vor- und Abspann wurde ebenfalls herausgeschnitten, daher sind die Folgen nicht komplett enthalten.